# SEIKO JAZZ 2
『SEIKO JAZZ 2』（セイコ・ジャズ 2）は、松田聖子（SEIKO MATSUDA名義）のアルバム。2019年2月20日発売。発売元はEMI Records。

## 解説
『SEIKO JAZZ』から2年ぶり。クインシー・ジョーンズのバックアップにより、Take 6のメンバーや5度のグラミー賞を受賞したマーヴィン・ウォーレンをプロデューサーに迎えて制作された、松田聖子の本格ジャズ・プロジェクト第2弾。
初回限定盤は前作『SEIKO JAZZ』の楽曲「スマイル」と「追憶」のミュージック・ビデオが収録されたDVDとの2枚組、さらに初回限定盤Aのジャケットはイラストレーター・Nozomi Yuasaによる描き下ろしイラスト、初回限定盤BはLPサイズジャケット仕様、ブックレットとポスターが付属されている。

## 収録曲
※全編曲:マーヴィン・ウォーレン
1. スウェイ
  - Sway
2. もしあなただったら
  - It had to be you
3. 虹の彼方に
  - Over the rainbow
4. 今宵の君は (Duet with Mervyn Warren)
  - The way you look tonight
5. ワン・ノート・サンバ
  - One note samba
6. フライ・ミー・トゥー・ザ・ムーン
  - Fly me to the moon
7. ハウ・インセンシティブ
  - How insensitive
8. ヒューマン・ネイチャー
  - Human nature
9. 恋に落ちた時
  - When I fall in love
10. 愛しのバレンタイン
  - My funny valentine